# Sindaci di Cosenza
Di seguito l'elenco cronologico dei sindaci di Cosenza e delle altre figure apicali equivalenti che si sono succedute nel corso della storia.

## Regno d'Italia (1861-1946)
Sindaci decurioni (1861-1889)
| Sindaco                               | Dal               | Al                |
| ------------------------------------- | ----------------- | ----------------- |
| Giovanni Orsomarsi                    | 27 settembre 1860 | 16 settembre 1861 |
| Nicola Bartolini                      | 17 settembre 1861 | 8 marzo 1863      |
| Davide Andreotti                      | 9 marzo 1863      | 15 novembre 1864  |
| Nicola Mollo                          | 16 novembre 1864  | 4 giugno 1869     |
| Francesco Muzzillo                    | 5 gennaio 1869    | 4 giugno 1873     |
| Emanuele Bosco                        | 3 febbraio 1873   | 21 gennaio 1875   |
| Raffaele Conte                        | 22 gennaio 1875   | 20 dicembre 1876  |
| Francesco Martire                     | 21 dicembre 1876  | 2 maggio 1881     |
| Pietro Maria-Greco                    | 3 maggio 1881     | 17 aprile 1884    |
| Gaetano Clausi                        | 18 dicembre 1884  | 26 marzo 1887     |
| Fraschitto Fiorini                    | 27 marzo 1887     | 8 giugno 1889     |
| Giuseppe Campagna (Assessore anziano) | 9 giugno 1889     | 12 dicembre 1889  |

Sindaci
| Sindaco                     | Dal               | Al               | Nota                        |
| --------------------------- | ----------------- | ---------------- | --------------------------- |
| Bernardino Alimena          | 13 dicembre 1889  | 2 giugno 1890    |                             |
| Eugenio Castiglione Morelli | 3 giugno 1890     | 12 agosto 1893   |                             |
| Fracchitto Palmieri         | 13 agosto 1893    | 22 dicembre 1894 |                             |
| Beniamino Battistoni        | 23 dicembre 1894  | 23 giugno 1895   | Commissario prefettizio     |
| Alfonso Salfi               | 24 giugno 1895    | 25 marzo 1900    |                             |
| Vittorio Ferraro            | 26 marzo 1900     | 9 aprile 1901    | Commissario prefettizo      |
| Francesco Mari              | 10 aprile 1901    | 17 gennaio 1903  |                             |
| Giovanni Quicciardi         | 18 gennaio 1903   | 26 luglio 1903   | Commissario prefettizio     |
| Arcangelo Leggeri           | 27 luglio 1903    | 30 aprile 1904   | Commissario prefettizio     |
| Filippo Telesio             | 1º maggio 1904    | 24 luglio 1906   |                             |
| Luigi Rossi                 | 25 luglio 1906    | 31 agosto 1906   | Commissario prefettizio     |
| Edoardo Anceschi            | 1º settembre 1906 | 14 luglio 1907   | Commissario prefettizio     |
| Ettore Fiorini              | 15 luglio 1907    | 23 marzo 1908    |                             |
| Alfredo Del Mazza           | 24 marzo 1908     | 21 giugno 1908   | Commissario prefettizio     |
| Antonio Cundari             | 22 giugno 1908    | 16 febbraio 1911 |                             |
| Cesare Roberti              | 17 febbraio 1911  | 10 aprile 1913   |                             |
| Ambrogio Arabia             | 11 aprile 1913    | 18 agosto 1917   |                             |
| Francesco Besozzi Visconti  | 19 agosto 1917    | 16 novembre 1920 | Commissario prefettizio     |
| Mario Mari                  | 17 novembre 1920  | 10 luglio 1923   |                             |
| Luigi Del Giudice           | 11 luglio 1923    | 3 settembre 1924 | Commissario prefettizio     |
| Ernesto Moro                | 4 settembre 1924  | 3 aprile 1925    | Commissario prefettizio     |
| Giuseppe Boccalone          | 4 aprile 1925     | 13 agosto 1925   | Commissario prefettizio     |
| Tommaso Arnoni              | 14 agosto 1925    | 15 maggio 1934   | Podestà (PNF)               |
| Paolo Mancini               | 16 maggio 1934    | 7 novembre 1934  | Podestà                     |
| Silvio Giannico             | 8 novembre 1934   | 15 aprile 1938   | Podestà                     |
| Ettore Gallo                | 16 aprile 1938    | 1º marzo 1939    | Commissario prefettizio     |
| Ettore Gallo                | 2 marzo 1939      | 10 ottobre 1940  | Podestà (PNF)               |
| Gaetano Branca              | 11 ottobre 1940   | 31 gennaio 1941  | Commissario prefettizio     |
| Silvio Giove                | 1º febbraio 1941  | 20 marzo 1942    | Commissario prefettizio     |
| Angelo Ippolito             | 21 marzo 1942     | 20 agosto 1943   | Podestà                     |
| Francesco Porfidia          | 21 agosto 1943    | 19 novembre 1943 | Commissario prefettizio     |
| Francesco Vaccaro           | 20 novembre 1943  | 10 febbraio 1945 | Commissario prefettizio     |
| Francesco Vaccaro           | 11 febbraio 1945  | 9 aprile 1946    | Partito Socialista Italiano |

## Repubblica Italiana (dal 1946)
| Sindaci eletti dal Consiglio comunale (1946-1993)    | Sindaci eletti dal Consiglio comunale (1946-1993) | Sindaci eletti dal Consiglio comunale (1946-1993) | Sindaci eletti dal Consiglio comunale (1946-1993) | Sindaci eletti dal Consiglio comunale (1946-1993) | Sindaci eletti dal Consiglio comunale (1946-1993) | Sindaci eletti dal Consiglio comunale (1946-1993) | Sindaci eletti dal Consiglio comunale (1946-1993) | Sindaci eletti dal Consiglio comunale (1946-1993) |
| Nominativo                                           | Nominativo                                        | Partito                                           | Partito                                           | Partito                                           | Partito                                           | Mandato                                           | Mandato                                           | Elezione                                          |
| Nominativo                                           | Nominativo                                        | Partito                                           | Partito                                           | Partito                                           | Partito                                           | Inizio                                            | Fine                                              | Elezione                                          |
| ---------------------------------------------------- | ------------------------------------------------- | ------------------------------------------------- | ------------------------------------------------- | ------------------------------------------------- | ------------------------------------------------- | ------------------------------------------------- | ------------------------------------------------- | ------------------------------------------------- |
|                                                      | Adolfo Quintieri                                  |                                                   | Democrazia Cristiana                              | ?                                                 | ?                                                 | 10 aprile 1946                                    | 23 febbraio 1948                                  | Elezione 1946                                     |
|                                                      | Alberto Serra                                     |                                                   | Democrazia Cristiana                              | ?                                                 | ?                                                 | 24 febbraio 1948                                  | 28 giugno 1952                                    | Elezione 1946                                     |
|                                                      | Arnaldo Clausi Schettini                          |                                                   | Democrazia Cristiana                              |                                                   | DC                                                | 29 giugno 1952                                    | 28 giugno 1956                                    | Elezione 1952                                     |
|                                                      | Arnaldo Clausi Schettini                          | DC-PLI                                            | Democrazia Cristiana                              | 28 giugno 1956                                    | 21 marzo 1958                                     | Elezione 1956                                     |                                                   |                                                   |
|                                                      | Arnaldo Clausi Schettini                          | DC-MSI                                            | Democrazia Cristiana                              | 21 marzo 1958                                     | 9 gennaio 1961                                    | Elezione 1956                                     |                                                   |                                                   |
|                                                      | Arnaldo Clausi Schettini                          | DC-PLI                                            | Democrazia Cristiana                              | 9 gennaio 1961                                    | 22 ottobre 1962                                   | Elezione 1960                                     |                                                   |                                                   |
|                                                      | Mario Stancati                                    |                                                   | Democrazia Cristiana                              |                                                   | DC                                                | Elezione 1960                                     | 21 gennaio 1963                                   | 21 gennaio 1964                                   |
|                                                      | Mario Stancati                                    | DC-PSI                                            | Democrazia Cristiana                              | 21 marzo 1964                                     | 22 marzo 1965                                     | Elezione 1960                                     |                                                   |                                                   |
|                                                      | Mario Stancati                                    | DC-PSI-PSDI                                       | Democrazia Cristiana                              | 22 marzo 1965                                     | 11 novembre 1967                                  | Elezione 1964                                     |                                                   |                                                   |
|                                                      | Roberto Fagiani (Assessore anziano)               | DC-PSI-PSDI                                       |                                                   | Partito Socialista Democratico Italiano           | 12 novembre 1967                                  | Elezione 1964                                     | 23 agosto 1968                                    |                                                   |
|                                                      | Filippo Culcasi (Commissario prefettizio)         | –                                                 | –                                                 | –                                                 | –                                                 | 24 agosto 1968                                    | 23 agosto 1970                                    | –                                                 |
|                                                      | Fausto Lio                                        |                                                   | Democrazia Cristiana                              |                                                   | DC-PSI-PSU-PRI                                    | 24 agosto 1970                                    | 29 luglio 1975                                    | Elezione 1970                                     |
|                                                      | Pino Iacino                                       |                                                   | Partito Socialista Italiano                       |                                                   | PSI-PCI-PSDI                                      | 29 luglio 1975                                    | 25 ottobre 1980                                   | Elezione 1975                                     |
|                                                      | Antonio Rugiero                                   |                                                   | Partito Socialista Italiano                       |                                                   | PSI-DC-PRI-PSDI                                   | 25 ottobre 1980                                   | 12 gennaio 1981                                   | Elezione 1980                                     |
|                                                      | Antonio Rugiero                                   | PSI-PRI-PSDI                                      | Partito Socialista Italiano                       | 12 gennaio 1981                                   | 30 luglio 1981                                    |                                                   |                                                   | Elezione 1980                                     |
|                                                      | Antonio Rugiero                                   | DC-PRI-PSI                                        | Partito Socialista Italiano                       | 30 luglio 1981                                    | 25 novembre 1982                                  |                                                   |                                                   | Elezione 1980                                     |
|                                                      | Pino Gentile                                      | DC-PRI-PSI                                        |                                                   | Partito Socialista Italiano                       | 4 dicembre 1982                                   | 3 giugno 1985                                     |                                                   | Elezione 1980                                     |
|                                                      | Claudio Giuliani (Assessore anziano)              | DC-PRI-PSI                                        |                                                   | Partito Repubblicano Italiano                     | 3 giugno 1985                                     | 14 settembre 1985                                 |                                                   | Elezione 1980                                     |
|                                                      | Giacomo Mancini                                   |                                                   | Partito Socialista Italiano                       |                                                   | DC-PRI-PSI-PSDI                                   | 14 settembre 1985                                 | 15 luglio 1986                                    | Elezione 1985                                     |
|                                                      | Claudio Giuliani (Assessore anziano)              |                                                   | Partito Repubblicano Italiano                     | 3 marzo 1986                                      | DC-PRI-PSI-PSDI                                   | 15 luglio 1986                                    |                                                   | Elezione 1985                                     |
|                                                      | Franco Santo                                      |                                                   | Democrazia Cristiana                              |                                                   | DC-PSDI-PRI                                       | 15 luglio 1986                                    | 23 settembre 1987                                 | Elezione 1985                                     |
|                                                      | Franco Santo                                      | DC-PSI-PSDI-PRI                                   | Democrazia Cristiana                              | 23 settembre 1987                                 | 18 maggio 1989                                    |                                                   |                                                   | Elezione 1985                                     |
|                                                      | Giuseppe Carratelli                               |                                                   | Democrazia Cristiana                              |                                                   | DC-PSI-UDS-PSDI-PRI                               | 18 maggio 1989                                    | 10 agosto 1990                                    | Elezione 1985                                     |
|                                                      | Pietro Mancini                                    |                                                   | Partito Socialista Italiano                       |                                                   | PSI-PDS-PLI-Verdi-PSDI                            | 10 agosto 1990                                    | 12 dicembre 1991                                  | Elezione 1990                                     |
|                                                      | Giuseppe Carratelli                               |                                                   | Democrazia Cristiana                              |                                                   | DC                                                | 20 dicembre 1991                                  | 16 giugno 1992                                    | Elezione 1990                                     |
|                                                      | Piero Minutolo                                    |                                                   | Democrazia Cristiana                              |                                                   | DC-PSDI-PDS-PLI                                   | 1º giugno 1992                                    | 31 agosto 1993                                    | Elezione 1990                                     |
|                                                      | Luigi Serra (Commissario prefettizio)             | –                                                 | –                                                 | –                                                 | –                                                 | 1º settembre 1993                                 | 6 dicembre 1993                                   | –                                                 |
| Sindaci eletti direttamente dai cittadini (dal 1993) |                                                   |                                                   |                                                   |                                                   |                                                   |                                                   |                                                   |                                                   |
| Nominativo                                           | Nominativo                                        | Partito                                           | Partito                                           | Coalizione                                        | Coalizione                                        | Mandato                                           | Mandato                                           | Elezione                                          |
| Nominativo                                           | Nominativo                                        | Partito                                           | Partito                                           | Coalizione                                        | Coalizione                                        | Inizio                                            | Fine                                              | Elezione                                          |
|                                                      | Giacomo Mancini                                   |                                                   | Partito Socialista Italiano                       |                                                   | PSI-L. civiche                                    | 6 dicembre 1993                                   | 16 novembre 1997                                  | Elezioni 1993                                     |
|                                                      | Giacomo Mancini                                   | Indipendente                                      |                                                   | PDS-PPI-FL-RI-PRC-FdV                             | 16 novembre 1997                                  | 8 aprile 2002                                     | Elezioni 1997                                     |                                                   |
|                                                      | Luciano Crea (Vicesindaco f.f.)                   |                                                   | Indipendente                                      | PDS-PPI-FL-RI-PRC-FdV                             | 8 aprile 2002                                     | 21 giugno 2002                                    | Elezioni 1997                                     |                                                   |
|                                                      | Eva Catizone                                      |                                                   | Democratici di Sinistra                           |                                                   | DS-UDEUR-SDI-FdV-PdCI                             | 21 giugno 2002                                    | 25 gennaio 2006                                   | Elezioni 2002                                     |
|                                                      | Eugenio La Rosa (Commissario prefettizio)         | –                                                 | –                                                 | –                                                 | –                                                 | 26 gennaio 2006                                   | 15 giugno 2006                                    | –                                                 |
|                                                      | Salvatore Perugini                                |                                                   | Democrazia è Libertà - La Margherita              |                                                   | DS-DL-UDEUR-PDM-FdV-PSDI-IdV                      | 15 giugno 2006                                    | 31 maggio 2011                                    | Elezioni 2006                                     |
|                                                      | Mario Occhiuto                                    |                                                   | Il Popolo della Libertà                           |                                                   | UdC-PdL-L. civiche                                | 31 maggio 2011                                    | 11 febbraio 2016                                  | Elezioni 2011                                     |
|                                                      | Angelo Carbone (Commissario prefettizio)          | –                                                 | –                                                 | –                                                 | –                                                 | 11 febbraio 2016                                  | 7 giugno 2016                                     | –                                                 |
|                                                      | Mario Occhiuto                                    |                                                   | Forza Italia                                      |                                                   | FI-FdI-L. civiche                                 | 7 giugno 2016                                     | 20 ottobre 2021                                   | Elezione 2016                                     |
|                                                      | Franz Caruso                                      |                                                   | Partito Socialista Italiano                       |                                                   | PD-PSI-L. civiche                                 | 23 ottobre 2021                                   | in carica                                         | Elezione 2021                                     |